# 54 (liczba)
54 (pięćdziesiąt cztery) – liczba naturalna następująca po 53 i poprzedzająca 55.

## 54 w nauce
- liczba atomowa ksenonu
- obiekt na niebie Messier 54
- galaktyka NGC 54
- planetoida (54) Alexandra

## 54 w kalendarzu
54. dniem w roku jest 23 lutego. Zobacz też co wydarzyło się w 54 roku n.e.